# Erdőhegyi Brigitta
Erdőhegyi Brigitta (Budapest, 1977. július 4. –) magyar énekesnő.

## Életpálya

### Kezdetek
Gyermekkorában az Állami Balettintézetben balerinának készült, majd a Harlekin Gyermekszínház hallgatója lett, később a Musical stúdióba járt Schubert Évához. 1997-ben kezdett klasszikus hangképzéssel foglalkozni Kovács Magda zenetanodájában, később Kósa Zsuzsához, és immár 14 éve Lengyel Ildikóhoz jár. Zenei érdeklődése leginkább a jazz felé irányult, így került közelebbi kapcsolatba a műfajjal, Garay Attila által. Brigitta munkásságát már akkor ismert, amikor Őt emlegették az „Éjszaka királynőjének”, hiszen éveken át Budapest egyik legpatinásabb klubjában lépett fel esténként, hazai és külföldi sztárok tömkelege előtt. A Sophia Loren esküvőről, a Depeche Mode-nak tartott privát fellépéseiről, és a Gorbacsov születésnapján való éneklésről sokat lehetett hallani.

### Karrier
A média reflektorfényébe legelőször a TV2 „Kifutó” című műsorában lépett 1999-ben. Még ebben az évben Makai Zoltán zeneszerzővel együttest alakítottak. Bár sikeres együttműködés volt, dalait előszeretettel játszotta a rádió, videóklipjüket a TV, mégis visszatért régi szerelméhez, a jazz világához. Számos külföldi és hazai fellépést követően 2002 februárjában felkérést kapott az akkor frissen megnyílt Cotton Clubtól, miszerint legyen ő a hely állandó dívája. Így Erdőhegyi Brigitta több, mint nyolc évig önálló műsorával szórakoztatta a közönségét az 1930-as évek Amerikájának zenei és színpadi világát megidézve.
2004 szeptemberében exkluzív felkérést kapott Carlo Giustitól, Sophia Loren titkárától, hogy egyetlen magyar előadóként szerepeljen ifjú Carlo Ponti karmester és Mészáros Andrea hegedűművész esküvőjén. A Magyar Tudományos Akadémián megrendezett eseményen, a világ olyan film és divat, ikonjait szórakoztatta, mint pl: Carlo Ponti vagy Giorgio Armani
Magyarországon 2005 elején jelent meg első videóklipje, címe: Engedj el, mely a magyar könnyűzenei csatorna játszási listáján hetekig toplistás helyen szerepelt.
2005 őszén második klipje címe: Kis Meglepetés, a későbbi album címadó dala még feljebb kúszott ezen a listán, sőt a dal remix változata rövid időn belül kedvenccé vált. Erdőhegyi Brigitta ötletéből valósult meg a Békedal, melyhez számos híres hazai előadóművész is csatlakozott úgy, mint Delhusa Gjon, Takáts Tamás, Szigeti Ferenc, Kis Zoltán, Szikora Róbert, Zalatnay Sarolta. A művészek a világban eluralkodott terrorcselekmények elleni tiltakozásuknak adtak hangot a produkcióval és közös erővel, a zene hatalmával próbáltak gátat vetni az erőszaknak. Erdőhegyi Brigittára jellemző finom, nőies érzékisége, mely nemcsak hangján keresztül, de megjelenése által is maradandó élményt nyújt. Meggyőződhettünk erről, többek között 2006. augusztus 24-én Felényi Péter szobrászművész kiállításán, ahol a róla mintázott, egész alakos szobra látható. Azóta a hazai könnyűzenei élet legerotikusabb dívájaként emlegetik előszeretettel.
2006. február 13-án jelent meg első önálló albuma Kis Meglepetés címmel.
2006. március 8-án hazánkba látogató Depeche Mode tagjai számára exkluzív, zártkörű előadói estet tartott sikerrel.
2006 szeptemberében exkluzív felkérést kapott Mihail Gorbacsov 75. születésnapján tartandó ünnepségen való fellépésre. Ez alkalommal a világ politikai elitjének mutatkozott be előadásával.
2008-ban új maxival és videóklippel jelentkezett. A dal címe Bizalom. A dal érdekessége, hogy nem csak szerzője, hanem zenei producere is Szolnoki Péter, és nem csak a vokálban, hanem a videóklipben is fellelhető. Még ebben az évben megszületett a dal remix változata a Shane 54 által.
2009 februárjában debütált új zenés, táncos show-műsora speciális korhű színpadi látvány elemekkel, 7 fős tánckarral az 1920-as, 1930-as évek Amerikájának színpadi világát idézve.
2009 tavaszán új videóklippel tűnt fel, ahol közreműködött a Sugar Daddys nevű zenekarral a Monster Gogo című dal és videóklip erejéig.
2010 februárjában az ismét hazánkba látogatott Depeche Mode zenekar 4 év után immár másodjára döntött úgy, hogy egyetlen szabad estéjükön Brigitta show-műsorát választja programjául. A siker ezúttal sem maradt el.
2011. március 11-én élete nagy álma teljesült azzal, hogy telt házas, nagysikerű koncertet adott az Uránia Nemzeti Filmszínházban egy Nagyszabású Exkluziv Swing Koncert-Show keretein belül A produkció az 1930-as évek Amerikájának világát idézte meg.
2011. december 18-án az új Mikroszkóp Színpadon került bemutatásra fergeteges sikerrel Brigitta zenés-táncos show-műsora „Csak a jóból” címmel. Hazánk egyik legnézettebb zenecsatornája 2011-es szilveszteri műsoraként tűzte előadásra.
2012 decemberében három év után új dallal és klippel jelentkezik, méghozzá egészen új, meglepő stílusban. A „Livin' In A Free World” című dalt Pély Barna írta, és ezúttal eddigi stílusától eltérően a jazz és swing helyett egy nagyon mai, modern, „nemzetközi popdal” született angol nyelven.
A felvételhez elkészült 5. videóklipje: amellett, hogy a kétszeres magyar bajnok autóversenyző, Nagy Norbi is szerepel benne, a rajongók végre láthatják az énekesnő vadabb, kevésbé visszafogott énjét, a szenvedély és a dinamizmus elegyét, a „Livin' In A Free World” dalcím is pontosan erre utal.
Az évek során Brigitta számos alkalommal áll oda előszeretettel jótékonysági kezdeményezések mellé, legyen szó gyermek vagy felnőtt, egészségügy illetve állatok mentése kapcsán.
Folyamatosan feltűnik magazinok hasábjain illetve televíziós műsorok visszatérő vendégeként. Hal a tortán, Vacsoracsata műsorában is láthattuk.

## Elismerések
- Jótékonysági Díj (2014)[4]
- Magyar Toleranciadíj (2015)[4]